# Délkelet-anatóliai régió

A Délkelet-anatóliai régió Törökország térképén

A Délkelet-anatóliai régió (törökül: Güneydoğu Anadolu) Törökország egyik régiója, délre fekszik az ún. Anti-Toros–hegységtől. Dombvidékek és síkságok váltják egymást a területen, mely Szíriáig nyúlik. Búzát és árpát termesztenek itt. 
A kelet- és délkelet-anatóliai terület a hivatalosan nem elismert Kurdisztán része, a lakosok jelentős része is kurd származású. A kurdok erőfeszítései ellenére a török kormány nem hajlandó autonómiát adni a kurdoknak, így Kurdisztán létezését sem ismeri el.
A terület fejlesztésére jött létre a Délkelet-Anatólia projekt.

## Tájegységek
A Délkelet-anatóliai régió a Toros-hegység délkeleti részét foglalja magába, két tájegységre tagolható:
Közép-Eufrátesz
Dicle tájegység

## Tartományok

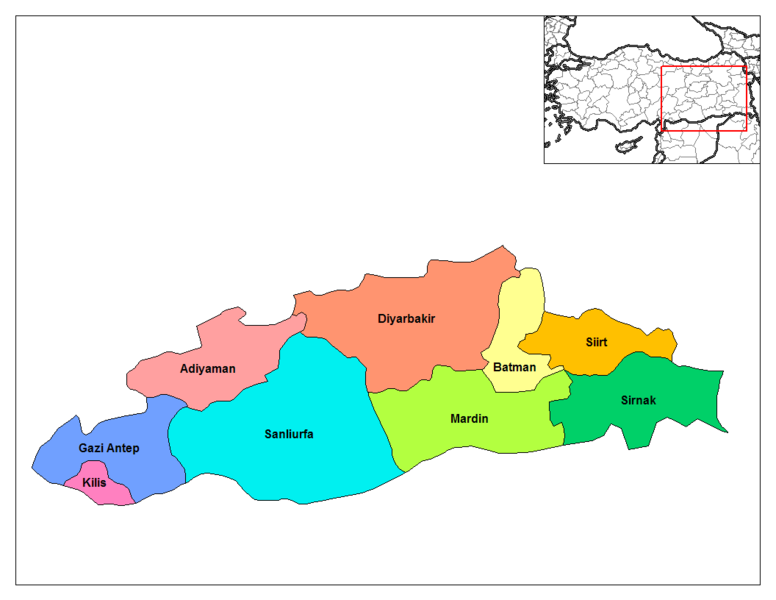
A régió tartományai

- Adıyaman
- Batman
- Diyarbakır
- Gaziantep
- Kilis
- Mardin
- Şanlıurfa
- Siirt
- Şırnak